# أنيس الدغيدي
أنيس الدغيدي (1 مايو 1960 -) هو كاتب وصحفي مصري.

## حياته
ولد في مايو 1960 بجنزور مركز تلا محافظة المنوفية.
أسس حزب الوحدة والإبداع بصفته وكيلاً للمؤسسين. وهو ينشر مقالاته أسبوعياً في جريدة «صوت الأمة»، وهو حائز على تقدير أفضل كاتب عربي عام 2004 بالمركز الأول كأعلى كتاب توزيع ضمن قائمة الكتب العشرة الأولى في العالم العربي عن كتابه: الحياة السرية لصدام حسين والصادر عن دار الكتاب العربي (القاهرة- بيروت – دمشق)
مسقط رأس عائلته في ميت شهالة مركز الشهداء المنوفية حيث جذوره وموطنه.ثم عاش طفولته وصباه في قرية «الزعفران» التابعة لمركز الحامول محافظة كفر الشيخز

## مسيرته
حاز على الجائزة بالمركز الأول عام 2005 عن كتابه: بن لادن والذين معه الناشر دار مكتبة الإيمان بالقاهرة. كما فاز لعام 2006 عن كتابه السي آي إيه وملفات الحكام العرب الصادر عن دار الكتاب العربي. وفي عام 2007 فاز بتقدير أفضل كاتب وأفضل كتاب عن كتابه «صدام لم يعدم» عن مكتبة مدبولي للطبع والنشر وذلك في معرض القاهرة الدولي للكتاب التاسع والثلاثون كأعلى وأفضل كتاب توزيع ضمن 20 مليون كتاب وكاتب على مستوى العالم.